# فرودگاه صحرایی کورتیس ال براون جی آر
فرودگاه صحرایی کورتیس ال براون جی آر (به انگلیسی: Curtis L. Brown Jr. Field) یک فرودگاه است که یک باند فرود آسفالت دارد و طول باند آن ۱۵۲۴ متر است. این فرودگاه در کشور ایالات متحده آمریکا قرار دارد .